# Шелтон, Крейг
Крейг Энтони Шелтон (англ. Craig Anthony Shelton; 1 мая 1957, Вашингтон, округ Колумбия) — американский профессиональный баскетболист, выступавший в НБА в составе «Атланты Хокс», в КБА, а также за ряд итальянских клубов.

## Карьера
Крейг Шелтон родился 1 мая 1957 года в Вашингтоне. Учился в старшей школе Данбар. В последний год обучения школьная баскетбольная команда выиграла все 29 матчей сезона, а Шелтон набирал 24 очка и делал 23 подбора в среднем за игру. Он считался одним из самых перспективных молодых игроков, но в матче всех звёзд школьных команд получил серьёзную травму колена. Многие колледжи отозвали предложение спортивной стипендии, из оставшихся Шелтон выбрал Джорджтаунский университет, где ему обещали создать необходимые условия для реабилитации.
В составе «Джорджтаун Хойяс» Шелтон отыграл три сезона. В сезоне 1979/80 команда выиграла турнир конференции Биг Ист, а затем вышла в финал турнира Восточного региона, где проиграла «Айове» и остановилась в шаге от Финала четырёх чемпионата NCAA. Всего Шелтон сыграл в 93 матчах, набрав 1 409 очков и сделав 691 подбор. На момент окончания студенческой карьеры он был третьим по результативности игроком в истории Джорджтаунского университета.
На драфте НБА 1980 года Шелтон был выбран «Атлантой» во втором раунде под 28-м номером. В НБА он провёл чуть более одного сезона, сыграв за «Хокс» в 59 матчах. Команду он покинул в ноябре 1981 года. Позже он выступал за команды КБА, а затем уехал играть в Италию. 

## Статистика

### Статистика в НБА
| Сезон                                                                                    | Команда | Регулярный сезон | Регулярный сезон | Регулярный сезон | Регулярный сезон | Регулярный сезон | Регулярный сезон | Регулярный сезон | Регулярный сезон | Регулярный сезон | Регулярный сезон | Регулярный сезон | Серия плей-офф | Серия плей-офф | Серия плей-офф | Серия плей-офф | Серия плей-офф | Серия плей-офф | Серия плей-офф | Серия плей-офф | Серия плей-офф | Серия плей-офф | Серия плей-офф |
| Сезон                                                                                    | Команда | GP               | GS               | MPG              | FG%              | 3P%              | FT%              | RPG              | APG              | SPG              | BPG              | PPG              | GP             | GS             | MPG            | FG%            | 3P%            | FT%            | RPG            | APG            | SPG            | BPG            | PPG            |
| ---------------------------------------------------------------------------------------- | ------- | ---------------- | ---------------- | ---------------- | ---------------- | ---------------- | ---------------- | ---------------- | ---------------- | ---------------- | ---------------- | ---------------- | -------------- | -------------- | -------------- | -------------- | -------------- | -------------- | -------------- | -------------- | -------------- | -------------- | -------------- |
| 1980/81                                                                                  | Атланта | 55               |                  | 10,7             | 45,7             | 0,0              | 60,3             | 2,5              | 0,5              | 0,3              | 0,1              | 4,3              | Не участвовал  | Не участвовал  | Не участвовал  | Не участвовал  | Не участвовал  | Не участвовал  | Не участвовал  | Не участвовал  | Не участвовал  | Не участвовал  | Не участвовал  |
| 1981/82                                                                                  | Атланта | 4                | 0                | 5,3              | 33,3             | -                | 50,0             | 0,8              | 0,0              | 0,3              | 0,0              | 1,3              | Не участвовал  | Не участвовал  | Не участвовал  | Не участвовал  | Не участвовал  | Не участвовал  | Не участвовал  | Не участвовал  | Не участвовал  | Не участвовал  | Не участвовал  |
|                                                                                          | Всего   | 59               | 0                | 10,3             | 45,3             | 0,0              | 60,0             | 2,4              | 0,5              | 0,3              | 0,1              | 4,1              | Не участвовал  | Не участвовал  | Не участвовал  | Не участвовал  | Не участвовал  | Не участвовал  | Не участвовал  | Не участвовал  | Не участвовал  | Не участвовал  | Не участвовал  |
| Наведите курсор мыши на аббревиатуры в заголовке таблицы, чтобы прочесть их расшифровку. |         |                  |                  |                  |                  |                  |                  |                  |                  |                  |                  |                  |                |                |                |                |                |                |                |                |                |                |                |

### Статистика в NCAA
| Сезон | Команда    | Conf     | Class | GP | GS | MPG  | FG%  | 3P% | FT%  | RPG | APG | SPG | BPG | PPG  |
| --- | ---------- | -------- | ----- | -- | -- | ---- | ---- | --- | ---- | --- | --- | --- | --- | ---- |
| 1976/77 | Джорджтаун | Ind      | FR    | 7  |    |      | 45,2 |     | 54,5 | 2,9 |     |     |     | 4,9  |
| 1977/78 | Джорджтаун | Ind      | SO    | 26 |    | 31,5 | 57,0 |     | 69,1 | 8,3 | 1,7 | 1,0 | 0,7 | 14,1 |
| 1978/79 | Джорджтаун | Ind      | JR    | 29 |    | 32,8 | 60,4 |     | 77,3 | 8,2 | 1,3 | 1,1 | 0,7 | 16,2 |
| 1979/80 | Джорджтаун | Big East | SR    | 31 | 31 | 33,1 | 60,9 |     | 78,3 | 7,0 | 1,3 | 1,1 | 0,2 | 17,3 |
| Всего | Всего      | Всего    | Всего | 93 | 31 | 30,1 | 59,1 |     | 75,1 | 7,4 | 1,3 | 1,0 | 0,5 | 15,2 |
| Наведите курсор мыши на аббревиатуры в заголовке таблицы, чтобы прочесть их расшифровку Статистика приведена с сайта sports-reference.com |            |          |       |    |    |      |      |     |      |     |     |     |     |      |